# 187. Infanterie-Division (Deutsches Kaiserreich)
Die 187. Infanterie-Division war ein Großverband der Preußischen Armee im Ersten Weltkrieg.

## Geschichte
Die Division wurde am 19. Juni 1916 an der Westfront zusammengestellt. Nach einem kurzzeitigen Einsatz erfolgte Ende August 1916 die Verlegung an den Südabschnitt der Ostfront. Mitte Februar 1917 verlegte die Division zurück in den Westen, wo sie bis Kriegsende kämpfte. Nach dem Waffenstillstand wurden die besetzten Gebiete geräumt und nach dem Marsch in die Heimat löste man den Verband im Januar 1919 dort auf.

### Gefechtskalender

#### 1916
- 01. Juni bis 15. August – Stellungskämpfe im Oberelsass
- 15. bis 29. August – Reserve der OHL
- 30. August bis 3. September – Transport nach dem Osten
- 05. bis 19. September – Deckungskämpfe im Grenzgebiet Siebenbürgens
- 19. bis 23. September – Kämpfe am Vulkanpass
- 24. September bis 10. Oktober – Grenzkämpfe am Vulkangebirge
  - 26. bis 29. September – Schlacht um Hermannstadt
  - 29. September bis 4. Oktober – Kämpfe um Fogaras
  - 30. September bis 24. November – Gebirgskämpfe am Roten-Turm-Pass (Teile der Division)
  - 5. Oktober – Schlacht vor dem Geisterwalde
  - 7. bis 9. Oktober – Kämpfe bei Kronstadt
- 10. Oktober bis 26. November – Gebirgskämpfe im Predeal- und Bodza-Gebiet
  - 10. bis 14. November – Schlacht am Szurduk (Teile der Division)
  - 16. bis 17. November – Schlacht von Târgu Jiu (Teile der Division)
  - 18. bis 23. November – Verfolgung durch die Westwalachei
  - 24. bis 27. November – Kämpfe am unteren Alt
- 26. bis 30. November – Reserve der Heeresfront Erzherzog Joseph
- 01. bis 16. Dezember – Verteidigungsschlacht im Gyimes-Uz-Gebiet
- 17. bis 22. Dezember – Gebirgskämpfe im Oituz-Gebiet
- ab 23. Dezember – Offensive im Bereczker-Gebirge und am Oituz-Pass

#### 1917
- bis 7. Januar – Offensive im Bereczker-Gebirge und am Oituz-Pass
- 08. Januar bis 11. Februar – Stellungskämpfe zwischen Putna- und Slanic-Tal
- 11. bis 25. Februar – Reserve der OHL und Transport nach dem Westen
- 25. Februar bis 1. Mai – Stellungskämpfe in Lothringen
- 01. bis 6. Mai – Reserve der Heeresgruppe Deutscher Kronprinz
- 06. bis 27. Mai – Doppelschlacht zwischen Aisne-Champagne
- 28. Mai bis 28. September – Stellungskämpfe bei Reims
- 29. September bis 15. Oktober – Schlacht in Flandern
- 15. Oktober bis 4. November – Grenzschutz an der belgisch-holländischen Grenze
- 04. November bis 3. Dezember – Schlacht in Flandern
- ab 4. Dezember – Stellungskämpfe in Flandern

#### 1918
- bis 14. Januar – Stellungskämpfe in Flandern
- 16. Januar bis 15. März – Stellungskämpfe in Flandern und Artois
- 21. März bis 6. April – Große Schlacht in Frankreich
- 07. April bis 30. Juni – Kämpfe zwischen Arras und Albert
- 01. Juli bis 4. August – Stellungskämpfe in Französisch-Flandern und Artois
- 05. August bis 3. September – Kämpfe vor der Front Ypern-La Bassée
- 03. bis 26. September – Kämpfe vor der Siegfriedstellung
- 27. September bis 8. Oktober – Abwehrschlacht zwischen Cambrai und St. Quentin
- 09. Oktober bis 4. November – Kämpfe vor und in der Hermannstellung
  - 24. Oktober bis 4. November – Schlacht um Valenciennes
- 05. bis 11. November – Rückzugskämpfe vor der Antwerpen-Maas-Stellung
- ab 12. November – Räumung des besetzten Gebietes und Marsch in die Heimat

## Gliederung

### Kriegsgliederung vom 1. Mai 1918
- 187. Infanterie-Brigade
  - Infanterie-Regiment Nr. 187
  - Infanterie-Regiment Nr. 188
  - Infanterie-Regiment Nr. 189
  - 6. Eskadron/Ulanen-Regiment „Hennigs von Treffenfeld“ (Altmärkisches) Nr. 16
- Artillerie-Kommandeur Nr. 6
  - Feldartillerie-Regiment Nr. 231
  - Fußartillerie-Bataillon Nr. 66
- Pionier-Bataillon Nr. 187
- Divisions-Nachrichten-Kommandeur Nr. 187

## Kommandeure
| Dienstgrad      | Name                              | Datum                            |
| --------------- | --------------------------------- | -------------------------------- |
| Generalleutnant | Edwin Sunkel                      | 19. Juni 1916 bis 9. Mai 1918    |
| Generalmajor    | Hans von Langermann und Erlenkamp | 10. Mai 1918 bis 12. Januar 1919 |